# Harec

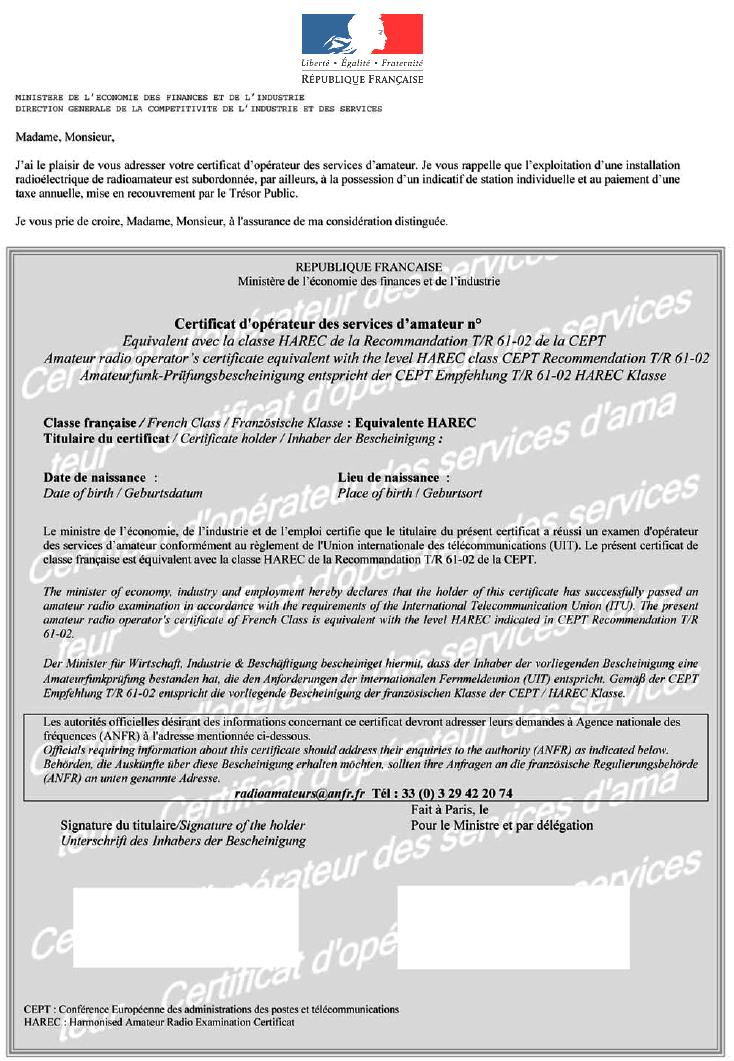
Certificat d’opérateur HAREC délivré par la France

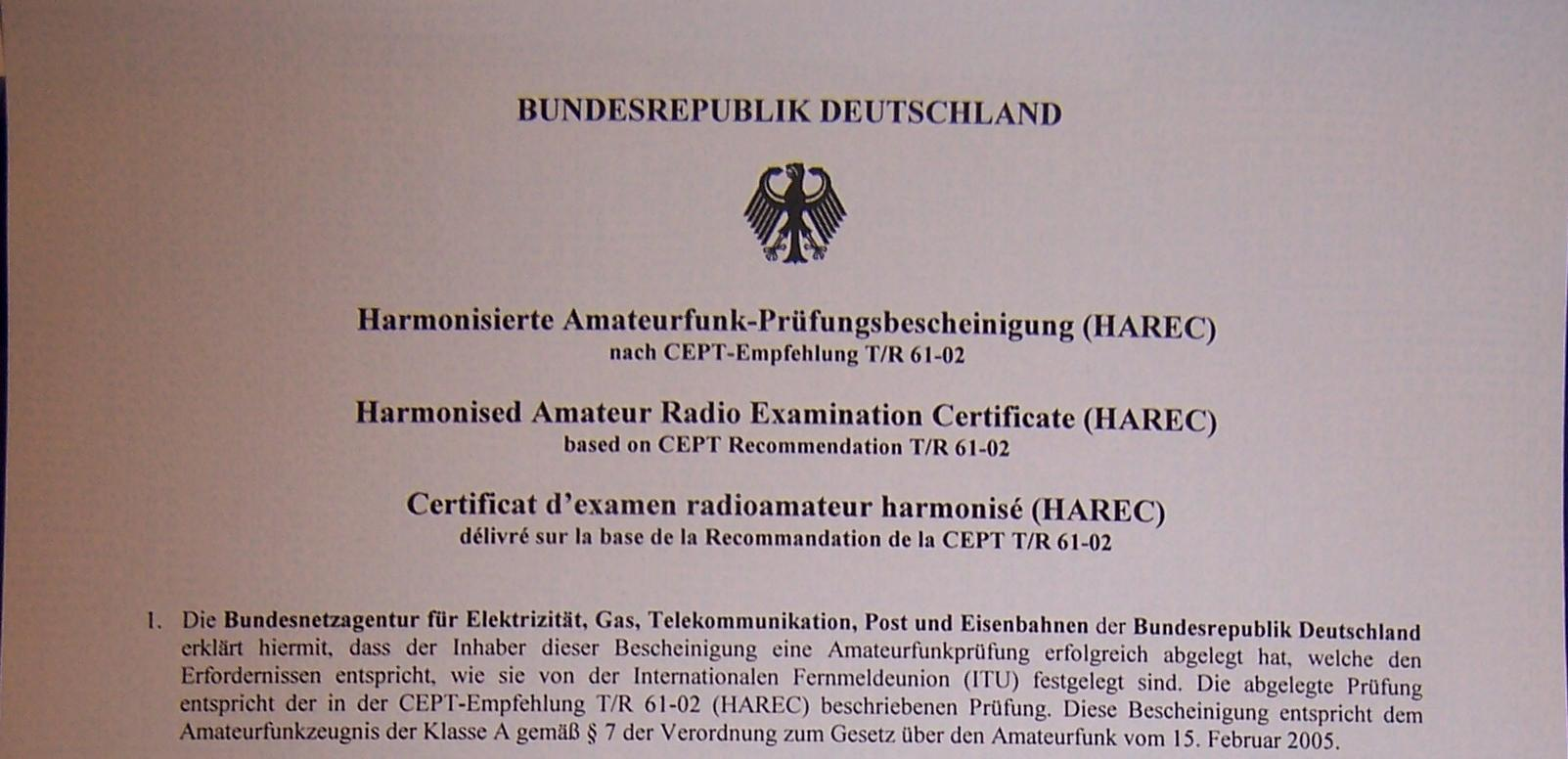
Extrait du HAREC délivré par l'Agence fédérale des réseaux

Le sigle HAREC (Harmonized Amateur Radio Examination Certificate) désigne un certificat pour les radioamateurs, issu d'une harmonisation des règlementations nationales en matière de  certificat d'opérateur du service amateur par la recommandation T/R 61-01 de la CEPT .

## En France
En France, depuis 2012 entre en vigueur une licence radioamateur avec un unique certificat d’opérateur HAREC .

## Programme
- Règlementation des radiocommunications et les conditions de mise en œuvre des installations des services d'amateur [3]
  - Réglementation internationale
  - Réglementation nationale
  - Brouillages et protections
  - Antennes et lignes de transmission
  - Extrait du code Q international
  - Table internationale d'épellation phonétique
- L'électricité et de la radioélectricité
  - Électricité, électromagnétisme et radioélectricité
  - Composants
  - Circuits
  - Récepteurs
  - Émetteurs
  - Propagation et antennes
  - Mesures